# أستياسو
بلدية أستياسو (بالإسبانية: Asteasu) هي بلدية تقع في مقاطعة غيبوثكوا التابعة لمنطقة إقليم الباسك شمال إسبانيا.

## الديموغرافيا
يبلغ عدد سكان بلدية أستياسو 1.491 نسمة عام 2011 (وفقاً للمعهد الوطني للإحصاء الإسباني).
| 1.192 | 1.179 | 1.296 | 1.394 | 1.456 | 1.478 | 1.491 |

## أعلام
- جولين لوبيتيغي
- برناردو اتشاغا